# Brun pelikan
Brun pelikan (Pelecanus occidentalis) är den minsta av världens åtta pelikanarter, och återfinns vid kusterna i Amerika. Brun pelikan är en av tre pelikaner som återfinns på västra halvklotet och en av två pelikanarter som födosöker genom att dyka under vattnet.

## Utseende

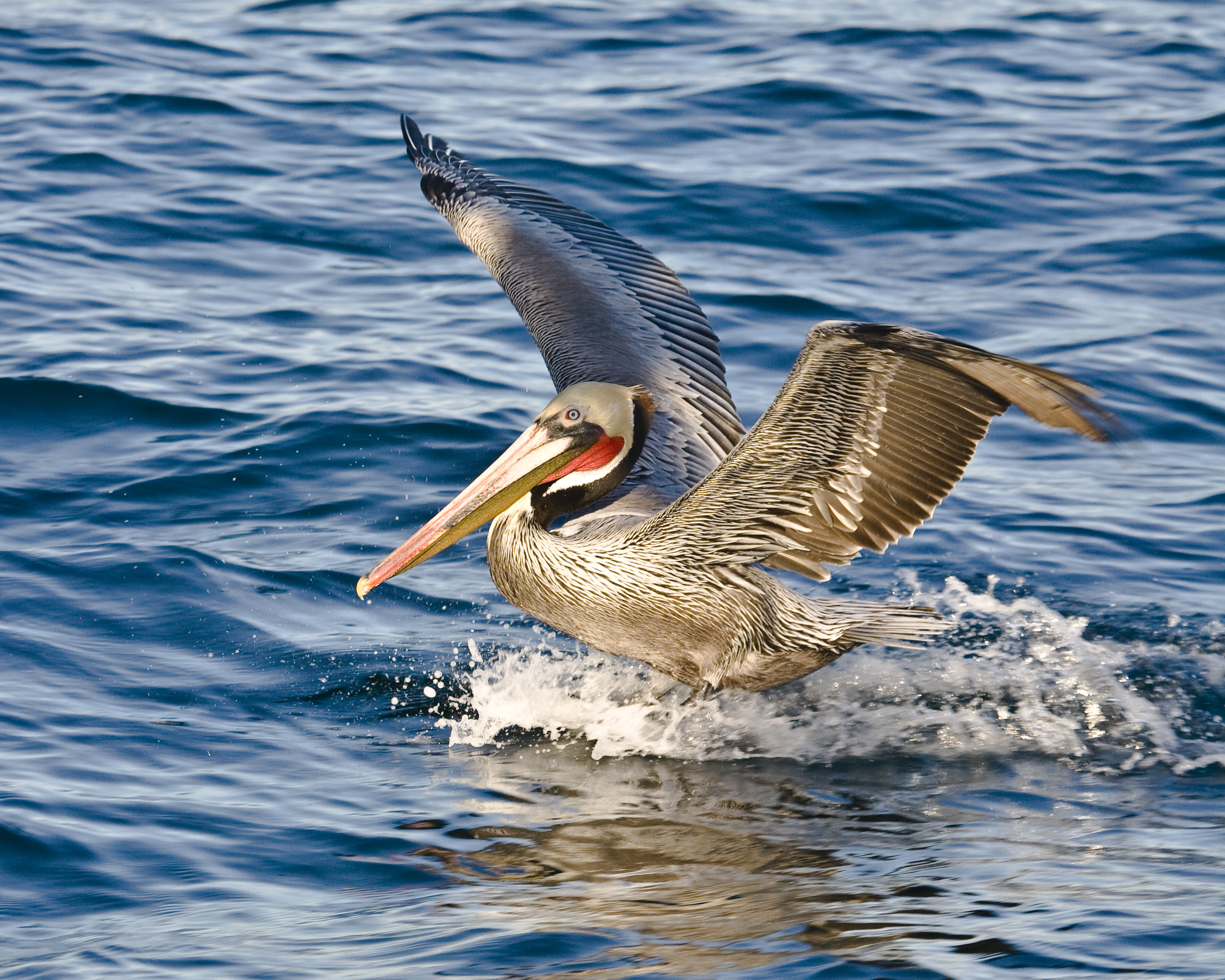
Adult häckande brun pelikan californicus.

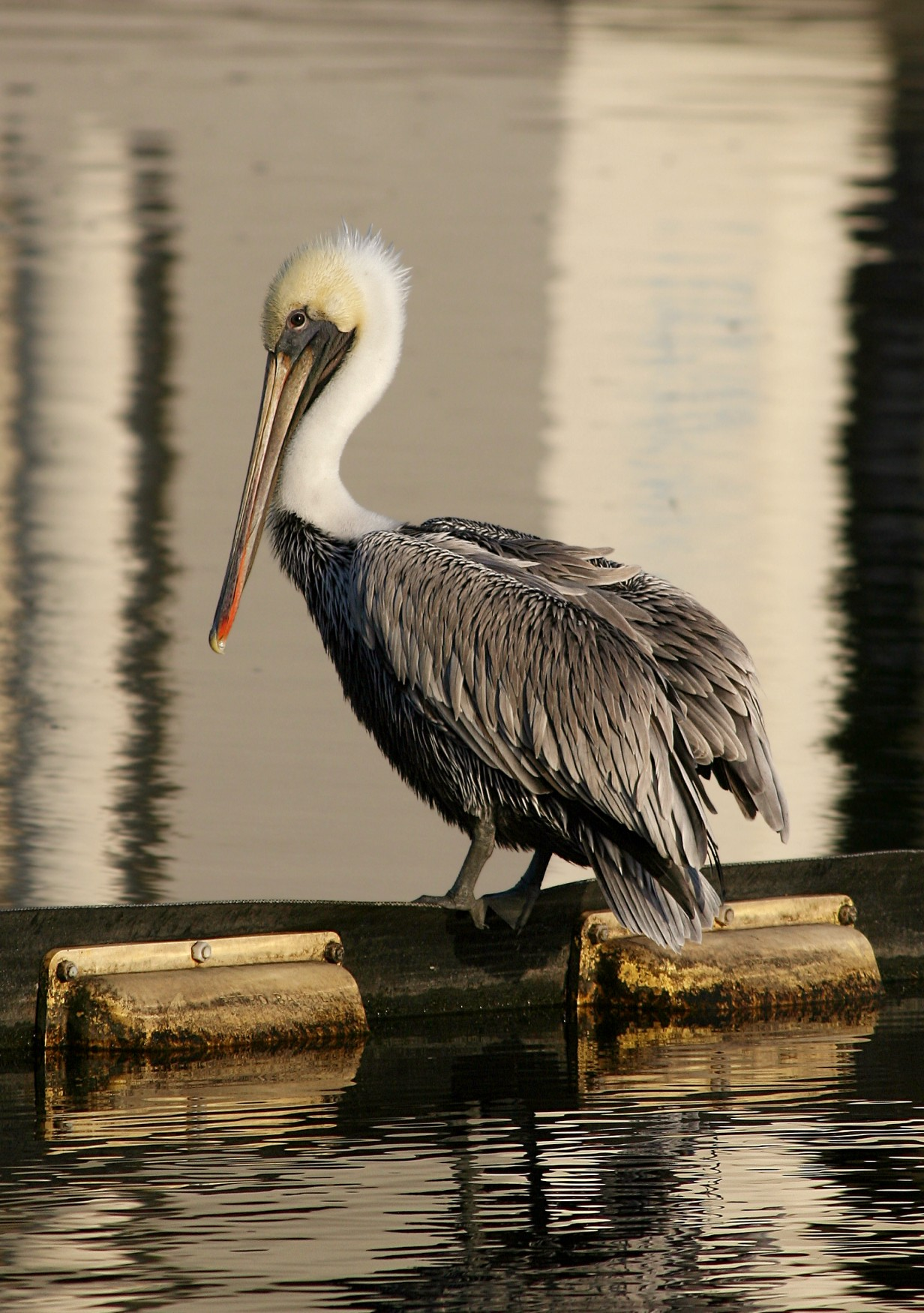
Adult icke-häckande brun pelikan californicus.

Den bruna pelikanen har lång hals, stor näbb, en säck i undernäbben och korta ben med simhud mellan tårna. Den är 100–137 centimeter lång med ett vingspann på cirka två meter. Vikten är mellan två och fem kilogram. I häckningstid har den gult huvud och vitsvart hals. När den inte häckar är halsen vit.

## Utbredning och systematik
Brun pelikan påträffas främst vid kusterna men kan även förekomma vid stora sjöar och mangroveträsk i södra Nordamerika, Centralamerika, Karibien och norra Sydamerika.
Arten delas in i fyra grupper och fem underarter med följande utbredning:
- carolinensis-gruppen
  - P. o. carolinensis – häckar utmed kusten i östra USA (Maryland söderut till Florida och Texas), östra Mexiko, Belize och Honduras samt på Stillahavskusten i Centralamerika i Honduras, Costa Rica och Panama; sprider sig norrut utmed Atlantkusten och söderut till östra Brasilien samt på Stillahavskusten norrut till södra Mexiko och söderut till Peru
- californicus-gruppen
  - P. o. californicus – häckar från södra Kalifornien (Channel Islands) söderut lokalt till nordvästra Mexiko söderut till Sinaloa; sprider sig norrut och söderut utmed kusten
- occidentalis-gruppen
  - P. o. occidentalis – Västindien till öar utanför Venezuela
  - P. o. murphyi – häckar utmed Stillahavskusten i nordvästra Sydamerika (Colombia och Ecuador); sprider sig söderut till norra Chile
- urinator-gruppen
  - P. o. urinator – Galápagosöarna

## Ekologi

### Häckning
Bruna pelikaner häckar i kolonier, ofta på öar eller i mangroveområden. Boet byggs på marken  eller i träd av pinnar och vegetation. Äggen är vita, vanligtvis två till tre stycken och ruvas i en månad. Likt andra pelikaner är den bruna pelikanen känslig för störningsmoment orsakade av människor vid boet och kan överge boet om de känner sig tvungna.

### Föda
Brun pelikan jagar främst fisk i havet vid kusterna. Den dyker med huvudet före i vattnet för att fånga fisk. Vattnet töms sedan ur näbbsäcken, som kan rymma 13 liter, innan fisken sväljs. Det händer att måsar försöker att stjäla fisken ur pelikanens näbb medan vattnet töms. Även om fisk utgör den huvudsakliga födan så äter de även grod- och kräftdjur. En vuxen pelikan kan äta upp till 1,8 kilo föda om dagen.

## Brun pelikan och människan

### Status och hot
1950- och 1960-talets utsläpp av bekämningsmedlet DDT var nära att utrota den bruna pelikanen från många områden, bland andra Louisiana. Idag är det vanligt att pelikaner skadas av fiskeutrustning som nät, fiskelinor och krokar. Detta är den absolut vanligaste orsaken till att pelikaner omhändertas för vård i Florida. Enligt anonyma experter i tidningen All at sea uppskattas att 80% av alla bruna pelikaner i Florida någon gång under sin livstid råkar ut för skador på grund av fiskeutrustning. Trots detta ökar arten i antal och betraktas inte som hotad. IUCN kategoriserar den som livskraftig.

### I kulturen
Brun pelikan är symbol för Louisiana, som ibland kallas för pelikanstaten, och basketlaget New Orleans Pelicans är uppkallade efter fågeln. 1998 framförde den amerikanske dirigenten David Woodard ett rekviem för en brun pelikan på stranden där djuret hade fallit.:152–153